# Tantolunden
Le bois de Tanto (en suédois : Tantolunden) est un parc du quartier de Södermalm à Stockholm en Suède,. 

## Description
Tantolunden est un parc et une zone de jardins familiaux situés dans l'îlot urbain Tanto de Södermalm. 
La zone est délimitée par la voie ferrée au sud, Ringvägen à l'est, la Drakenbergsområdet au nord et par Årstaviken au sud-ouest.
Tantolunden est un parc de collines luxuriant avec de grands arbres et beaucoup de végétation et de arges allées. 
Tantolunden est l'un des plus grands parcs du centre-ville de Stockholm et l'un des parcs les plus visités de Södermalm et constitue un lien important entre Ringvägen et Årstaviken.
C'est l'un des parcs de collines de Stockholm comme le sont Vanadislunden, Årstabergsparken et Vita bergen.
Tantolunden est l'un des parcs créés sous la direction du premier jardinier de la ville de Stockholm, Alfred Medin. En 1885, des fonds ont été alloués pour commencer les travaux dans la zone montagneuse à l'ouest de la Ringvägen. La zone a été nommée Tantolunden, d'après un grand domaine appelé Tanto, qui s'y trouvait.
Le plan d'Alfred Medin pour Tantolunden est un système sinueux de passerelles et de sentiers pédestres qui mènent en cercle jusqu'au point le plus élevé du parc, qui a été conçu comme un rond-point avec des bancs.
Sur la colline, il y avait une ancienne décharge qui a été élargie, construite et recouverte de remblai et de terre végétale. En 1896, les premiers arbres furent plantés. L’utilisation de déchets comme matériau de remblai s’est vite avérée peu judicieuse, car le sol s’asséchait rapidement en été. En apportant davantage de terre végétale, on espérait pouvoir résoudre le problème. Les travaux de construction se poursuivirent jusqu'en 1899, date à laquelle le parc fut considéré comme achevé. En 1906, une aire de jeux fut aménagée dans la partie ouest du parc.
Sur la pente descendant vers Årstaviken, il y avait autrefois un théâtre en plein air populaire : le théâtre en plein air de Tantolunden. Le théâtre y fut joué jusqu'en 1961, notamment à Söderkåkar. Au milieu du parc se trouve le terrain de jeux de ballon de Tantolunden et dans la partie est du parc se trouve un petit kiosque à musique avec quelques bancs. Le pavillon a été construit et offert à la ville de Stockholm en 1988 par l'association environnementale et culturelle « Tantofolket ».
À l'est, à côté de la voie ferrée, près de Ringvägen, se trouve Ekermanska malmgården.

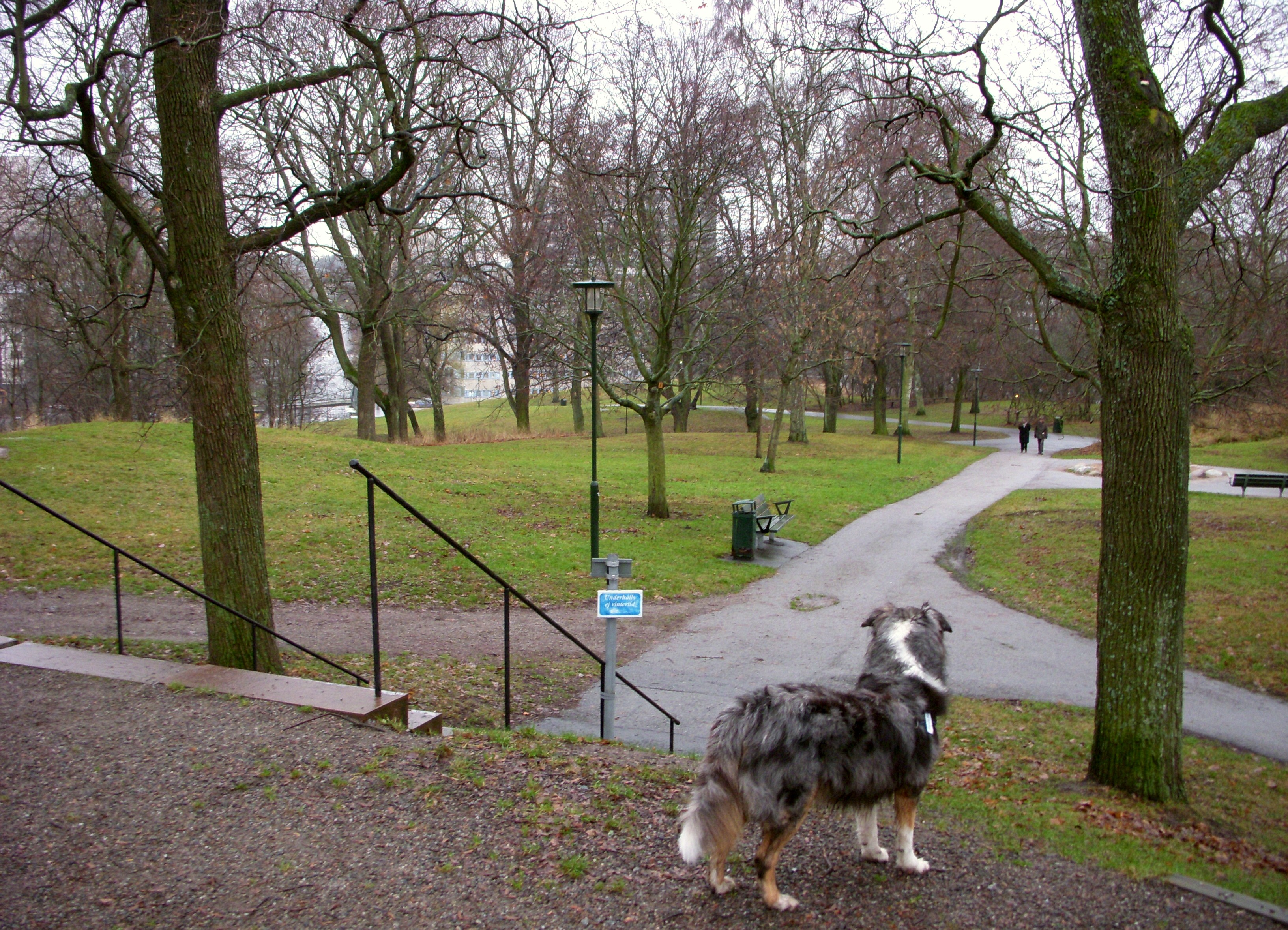
Le parc de Tanto.
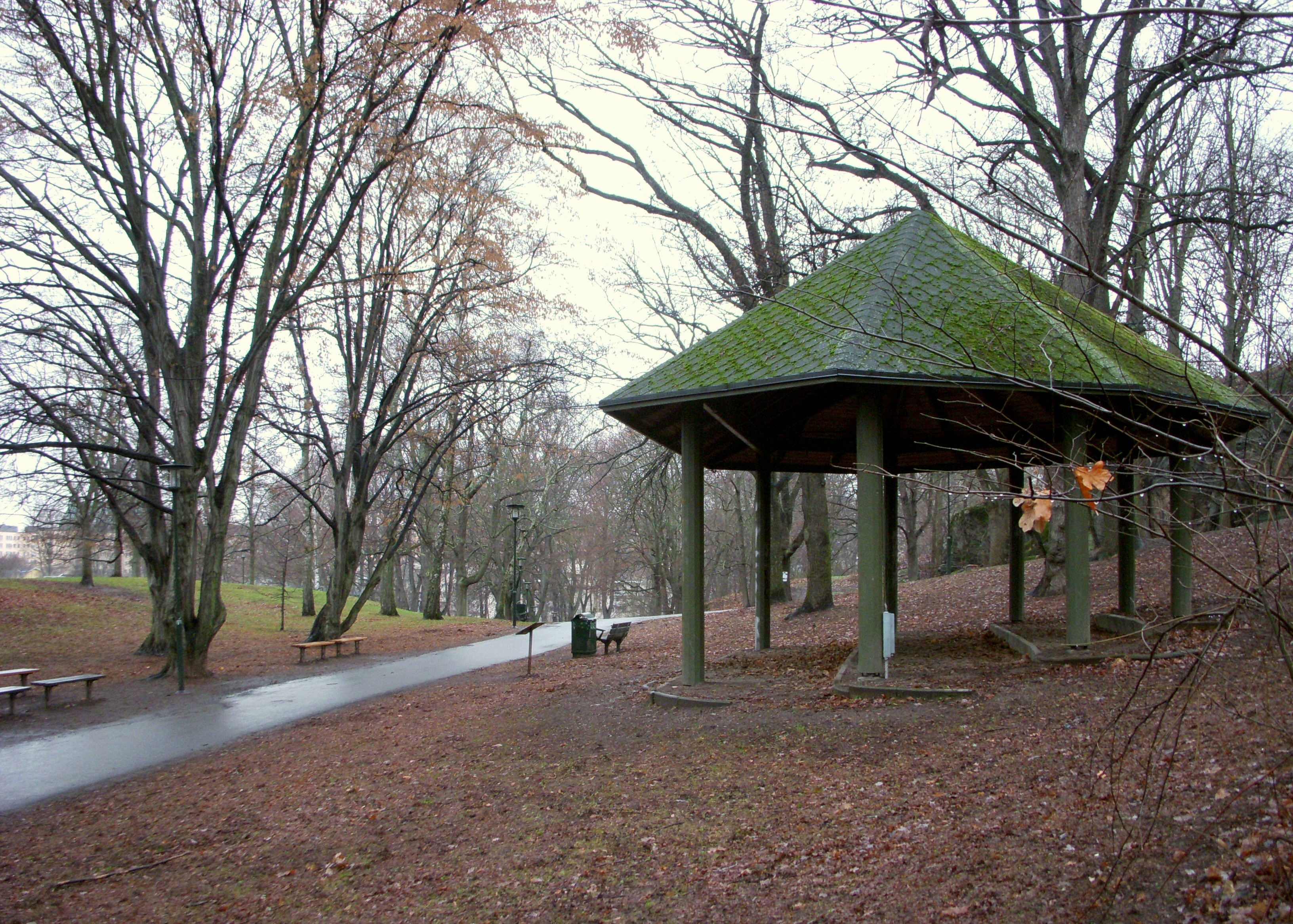
Le pavillon de musique.
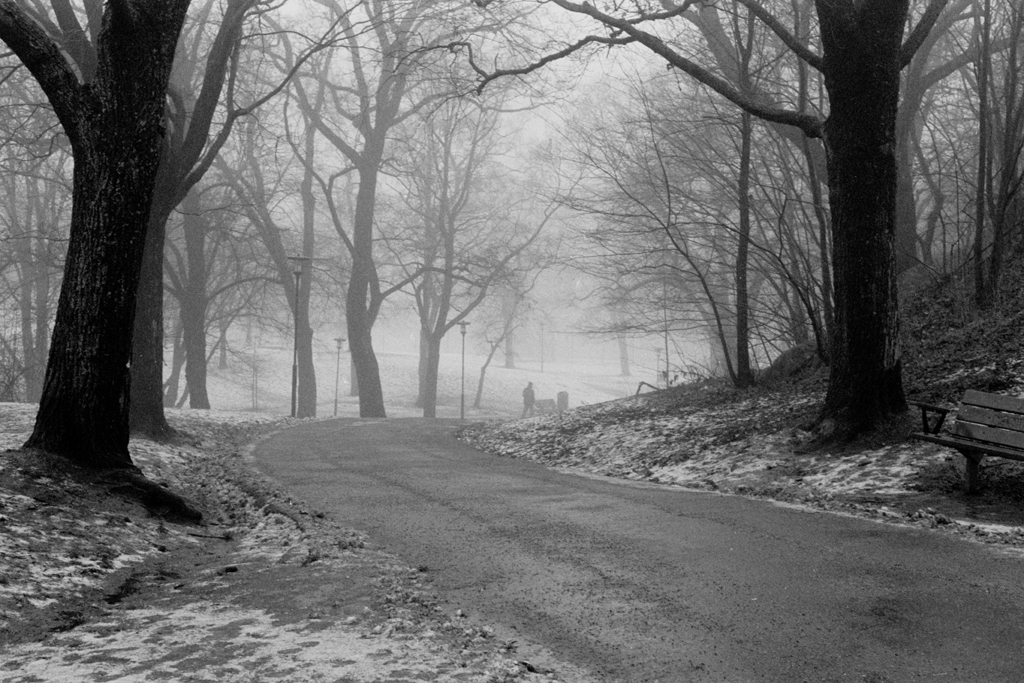
Le parc de Tanto.
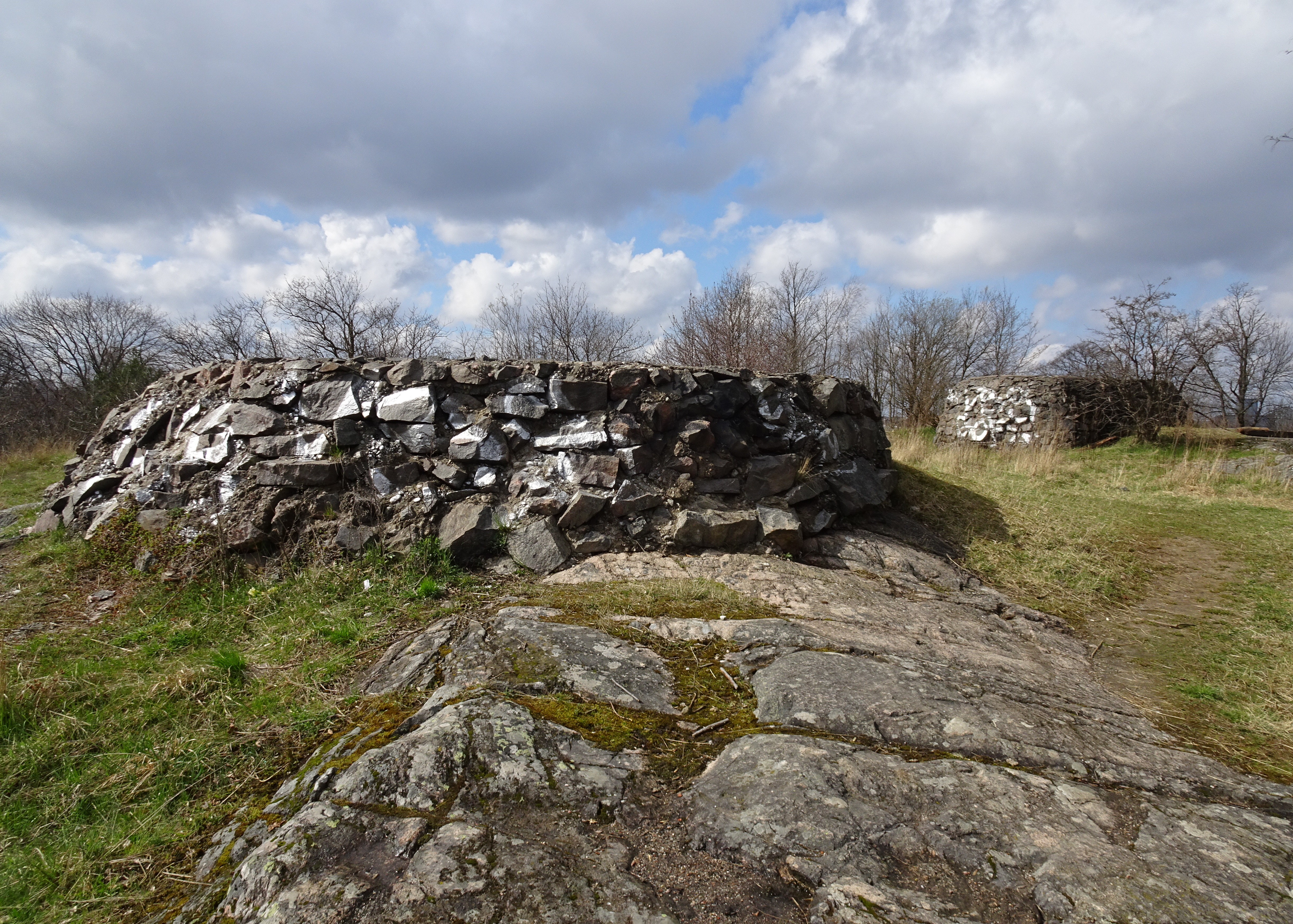
Position antiaérienne de Tantolunden.

## Jardins familiaux
Le versant sud-ouest descendant vers Årstaviken a été construit dans les années 1920 avec des cabanes.
Pour pallier les pénuries alimentaires pendant les années de famine de la Première Guerre mondiale, la ville de Stockholm a loué la zone de Tanto à des producteurs individuels. Beaucoup d’entre eux travaillaient à la sucrerie du quartier.
L'emplacement sur le versant sud, plus en direction d'Årstaviken, promettait de bons résultats de culture. Cependant, le terrain escarpé a nécessité la construction de murs de soutènement et de terrasses.

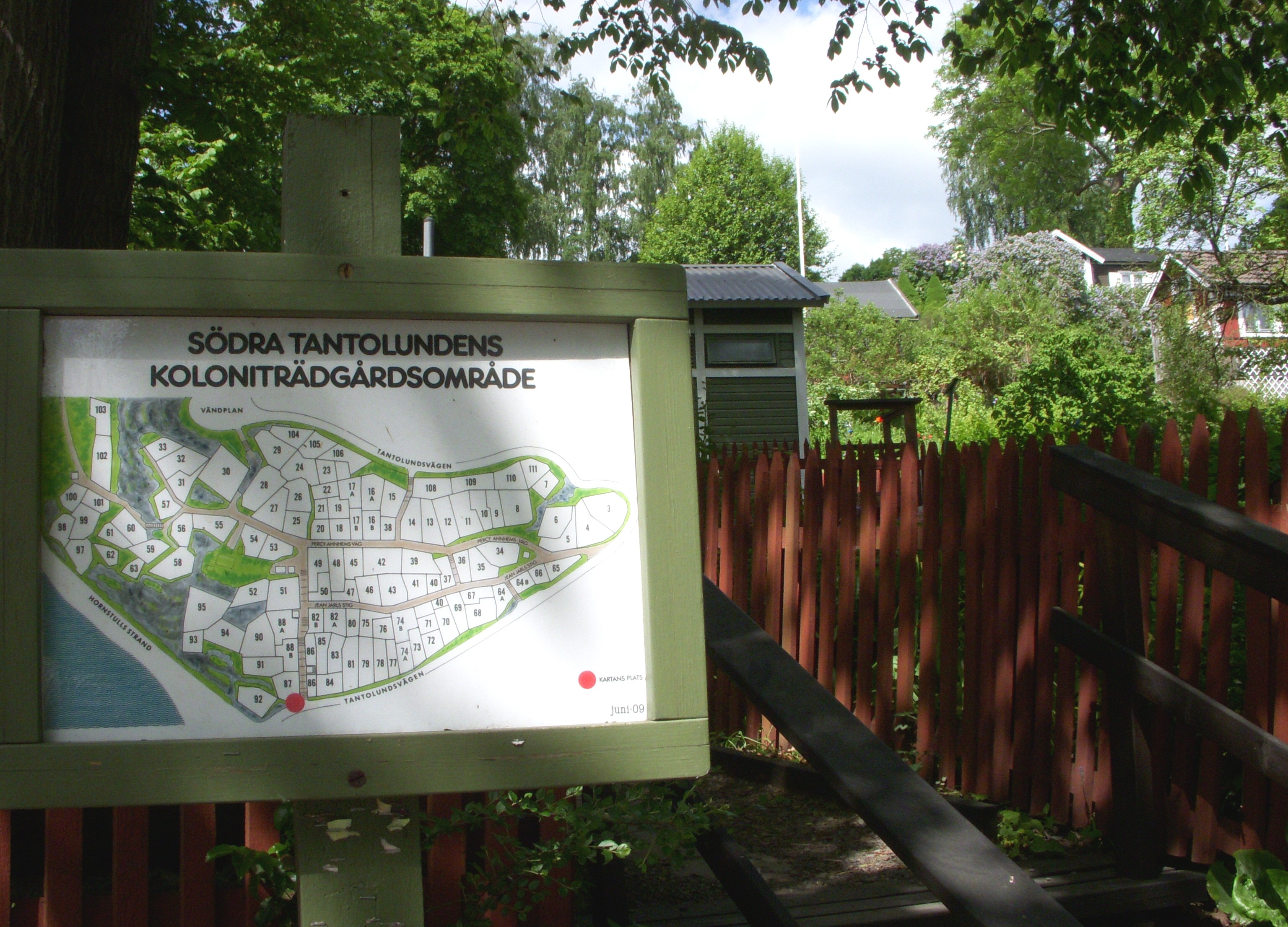
Tantolunden du sud.
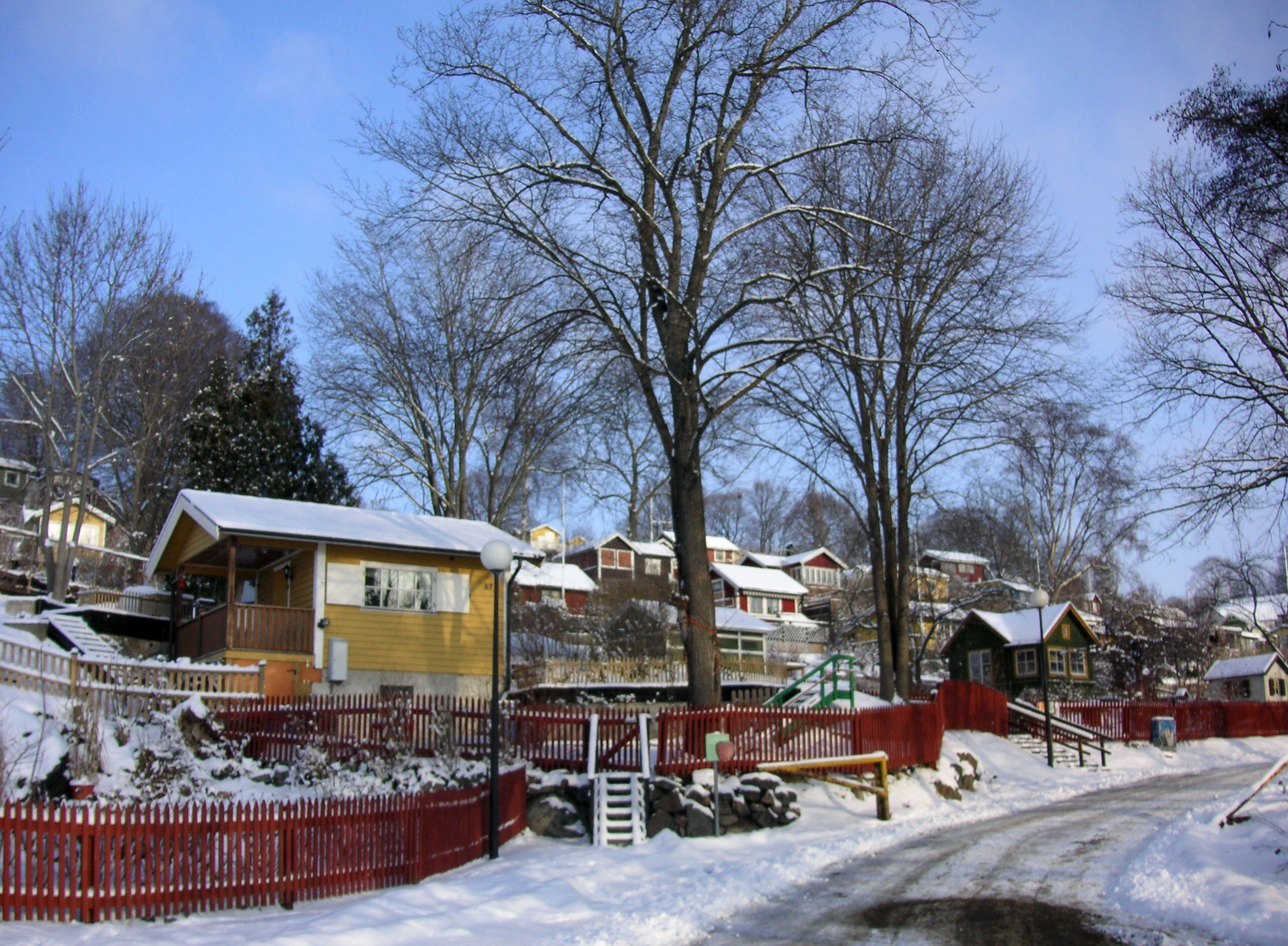
Les Jardins en hiver 2006.
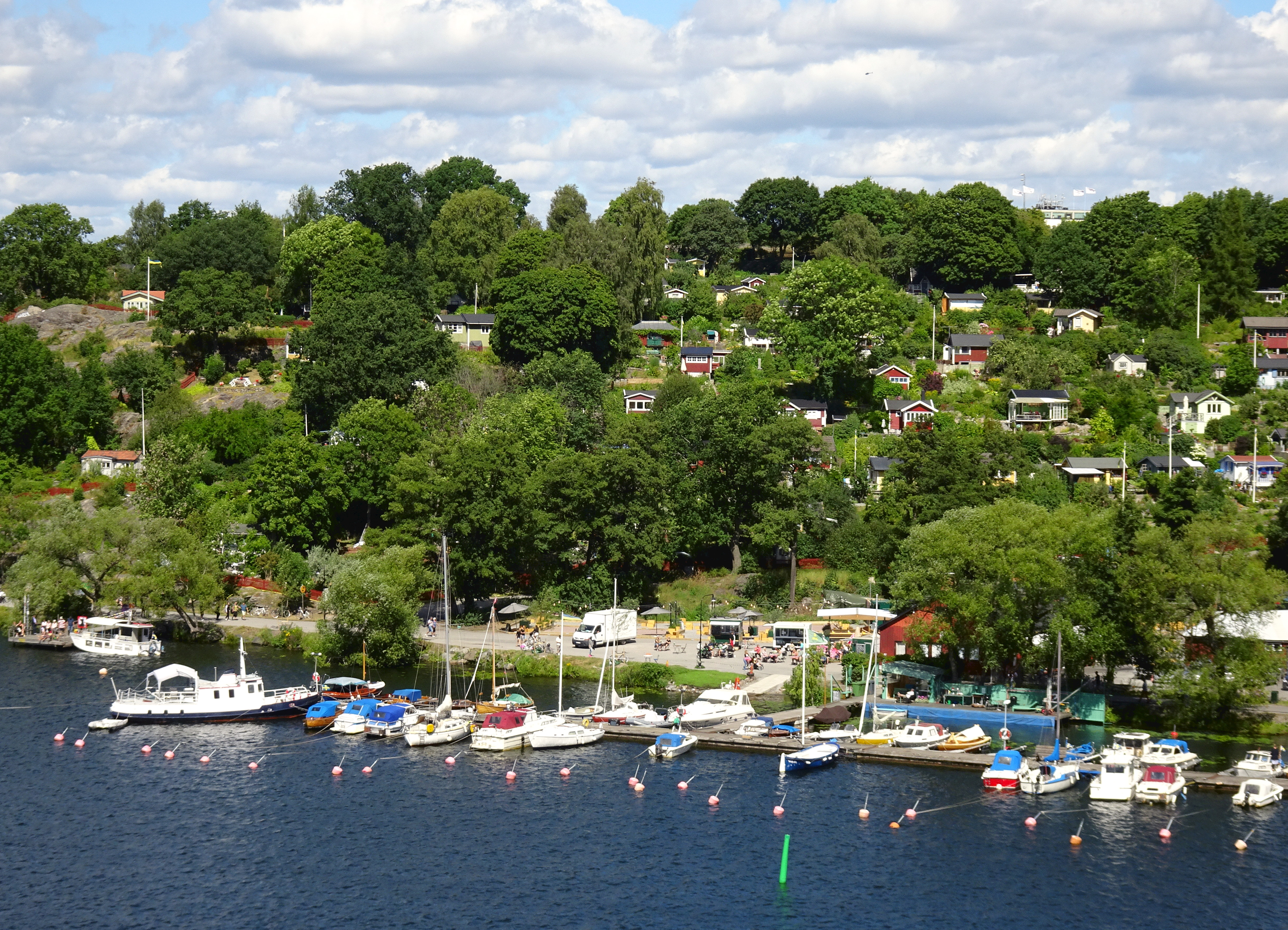
Les Jardins en été 2016.
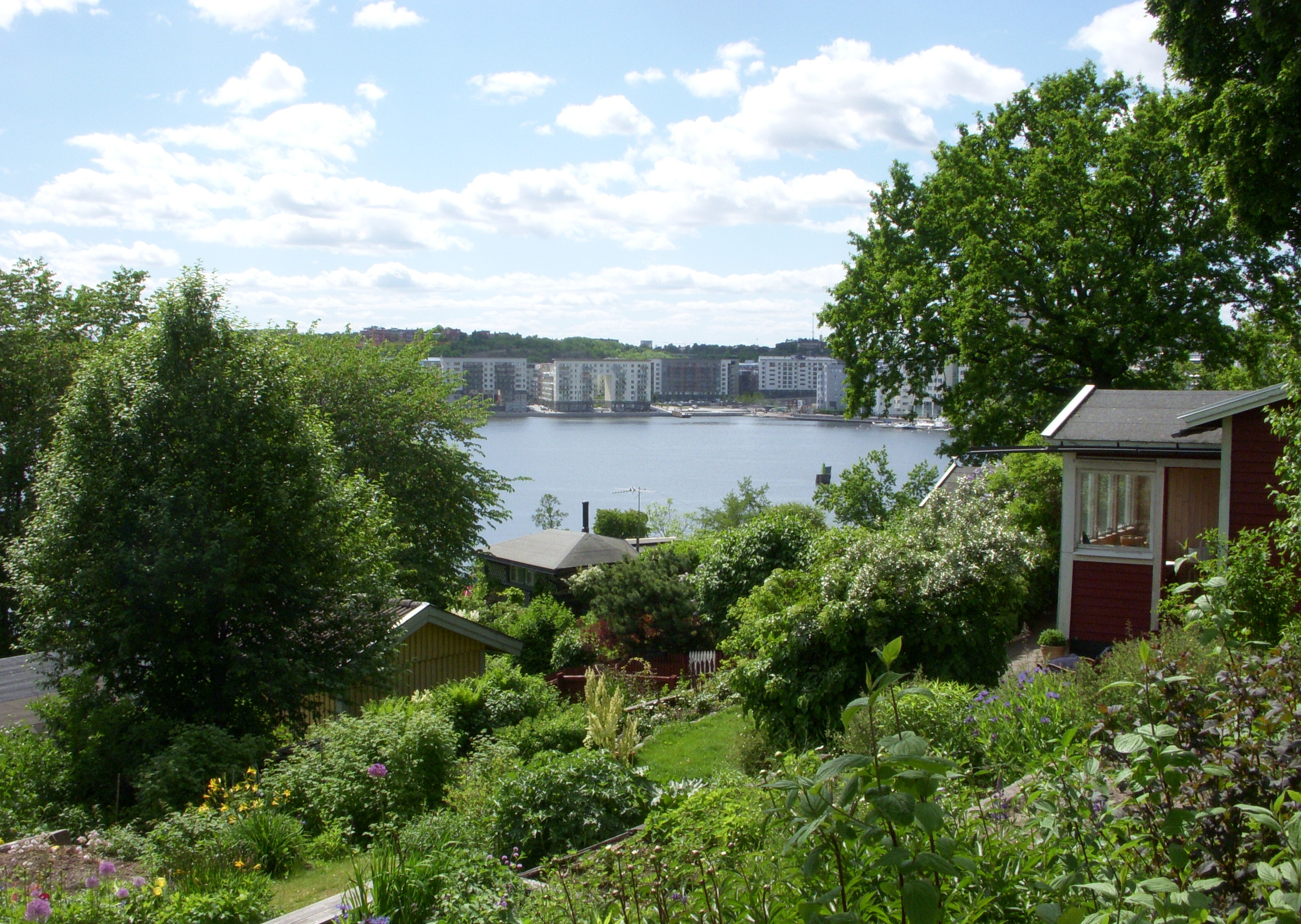
Les Jardins en été 2010.
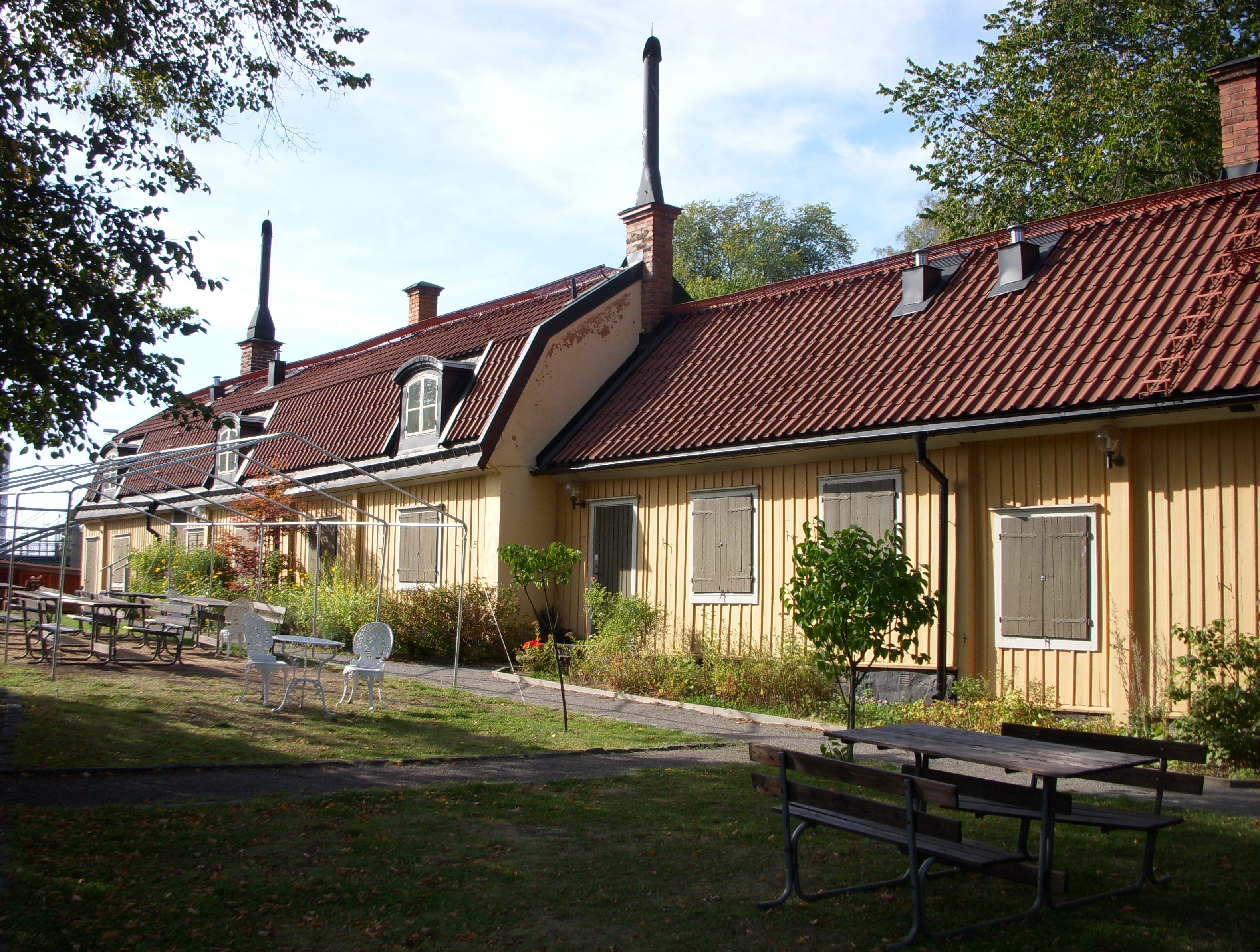
Ekermanska malmgården.